# Dyferencjacja magmy

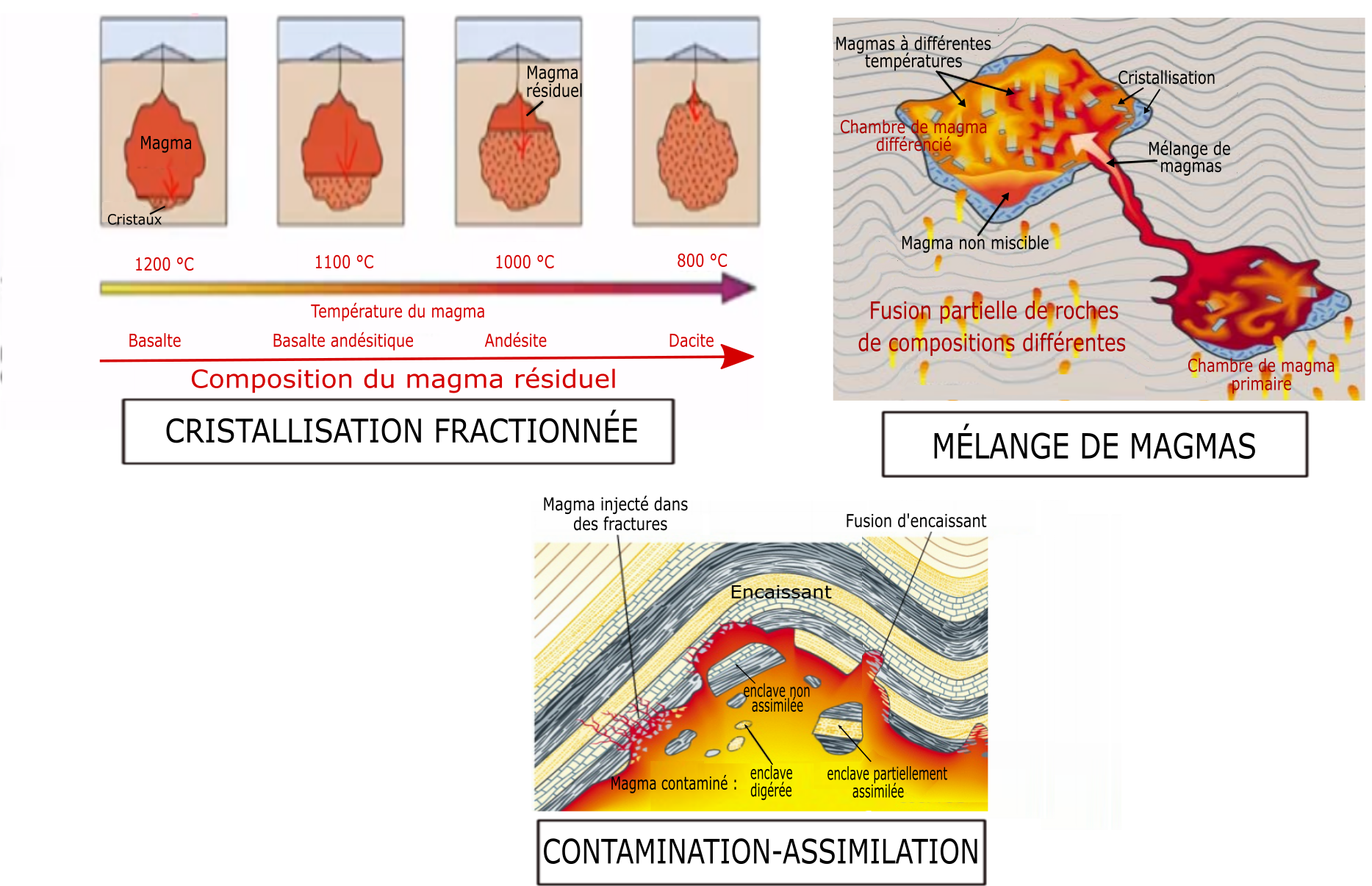
Procesy różnicowania magmowego: krystalizacja frakcyjna, asymilacja zanieczyszczeń i mieszanie magmy.

Dyferencjacja magmy - zróżnicowanie składu magmy pierwotnej w skorupie ziemskiej.

## Procesy prowadzące do dyferencjacji
- likwacja (odmieszanie) – polega na odmieszaniu się składników stanu pierwotnego i utworów oddzielnych faz cieplnych o różnym składzie chemicznym i gęstości. Odbywa się pod wpływem siły ciężkości.
- konwekcja – odbywa się przy znacznym udziale składników lotnych. Jeżeli magma posiada składniki lotne, dochodzi do wymiany fazy gazowej. Składniki lotne przemieszczają się ku górze. Następuje oddestylowanie magmy i uwalnianie się od wcześniej wydzielonych kryształów.
- dyfuzja termiczna – polega na wędrówce pewnych jonów. Jony wędrują ku zewnętrznym, chłodniejszym partiom zbiornika magmowego. Dyfuzja termiczna może prowadzić do znacznego zróżnicowania składu mineralnego skał żyłowych.
- asymilacja – jest wynikiem nadtapiania się skał otaczających zbiornik magmowy. Może być również wynikiem wymiany składników zbiornika z magmą.
- frakcyjna krystalizacja magmy – wydzielanie się kryształów ze stopu magmowego w czasie krzepnięcia wskutek obniżania temperatury. Przebieg procesów spowodowanych frakcyjną krystalizacją magmy zależy od szybkości krzepnięcia magmy. Minerał wykrystalizowuje i jeżeli jest lżejszy - wędruje do góry, jeśli cięższy - do dołu (jest to dyferencjacja grawitacyjna, dotyczy ona również płynnej magmy, która rozdziela się na frakcje różniące się gęstością). W czasie frakcyjnej krystalizacji magmy występują trzy etapy:
  - etap wczesnej krystalizacji – magma jest gorąca, wydzielają się oliwiny, powstają rudy metali (chromit) i jako cięższe oddzielają się od magmy. Powstają skały należące do perydotytów. Później powstają z nagromadzenia piroksenu piroksenity. Plagioklazy wędrują do góry. Może powstać np. skała zwana anortozytem.
  - główne stadium krystalizacji – krystalizują nadal pirokseny i plagioklazy, labrador i andezyt. Nie mają one w swoim składzie wody i jonu OH-. Magma jest wzbogacana w składniki lotne. Obok piroksenów powstają amfibole, zawierające grupę hydroksylową. Powstają zespoły mineralne plagioklazów i piroksenów. Z ich nagromadzenia powstają skały o składzie gabra i diorytu z amfibol i piroksenów. Pod koniec tego etapu magma ubożeje w tlenki magnezu, żelaza i wapnia, bo weszły one w skład amfiboli, piroksenów i plagioklazów. Wzbogaca się natomiast w tlenki sodu, potasu i krzemionki. Zostaje bardzo dużo składników lotnych. Krystalizują plagioklazy zasobne w albit i tworzy się biotyt. Z nich powstaną m.in. granodioryty.
  - stadium końcowe krystalizacji magmy – magma ma charakter resztkowy. Powstają wtedy granity i sjenity. Przeważa skaleń potasowy (ortoklaz), jest duża zawartość krzemionki. Krystalizuje biotyt (z ciemnych minerałów). Temperatura magmy jest powyżej 600 °C. W temperaturze między 600 a 500 °C następuje etap pegmatytowy. Zasadniczą rolę skałotwórczą odgrywają resztki magmowe (rozrzedzone krzemiany). Powstają pegmatyty. Dalej trwa etap pneumatolityczny (500-400 °C), gdzie przy znacznym udziale gazów silnie sprężonych magma przenika wydzielone już minerały i zbiorniki magmowe. Powstają: turmalin, topaz, beryl. Magma stygnie (temperatura poniżej 400 °C). Powstają inne minerały z bardzo dobrze wykształconymi kryształami. Jest to etap hydrotermalny. W tym etapie następuje oddzielenie gorących zmineralizowanych wód i tzw. resztek pomagmowych, które krążąc szczelinami i porami w skałach utworzonych z zastygłej już magmy (oraz przenikając do innych okolicznych masywów skalnych), powodują przemiany chemiczne okolicznych skał a także dalej stygnąc tworzą wartościowe złoża np. kwarcu, wiele złóż różnych metali i innych minerałów (tzw. szeregi reakcyjne Bowena).